# واسطة (إناء)
الواسطة هي غرض مهم في العرض، وعادة ما تكون جزء من إعداد المائدة. تساعد الواسطات في تحديد موضوع الزينة وإضفاء مزيد من الزخارف على الغرفة. تشير الواسطة أيضاً إلى أي شيء مركزي أو مهم في مجموعة من الأغراض.